# Аеропорт Меджаметалана
Аеропорт Меджаметалана (ICAO: FXMU) — військовий аеропорт в столиці Лесото. Був головним аеропортом країни до відкриття аеропорту Мошвешве I в місті Мазенод.